# علم اللغة (لغة عربية)
علم اللغة هو دراسة اللغة على نحو علمي، وهو علم باحث عن مدلولات جواهر المفردات وهيئاتها الجزئية التي وضعت تلك الجواهر معها لتلك المدلولات بالوضع الشخصي، وعما حصل من تركيب كل جوهر وهيئاتها من حيث الوضع والدلالة على المعاني الجزئية. وغايته: الاحتراز عن الخطأ في فهم المعاني الوضعية، والوقوف على ما يفهم من كلمات العرب. ومنفعته الإحاطة بهذه المعلومات وطلاقة العبارة وجزالتها والتمكن من التفنن في الكلام وإيضاح المعاني بالبيانات الفصيحة والأقوال البليغة.

## أغراض علم اللغة
لعلم اللغة اغراض منها:
- الوقوف على حقيقة الظواهر، والعناصر التي تتألف منها والأسس القائمة عليها.
- الوقوف على الوظائف التي تؤديها في مختلف مظاهرها وفي شتى المجتمعات الإنسانية.
- الوقوف على العلاقات التي تربطها بعضها ببعض، والعلاقات التي تربطها بما عداها من الظواهر، كالظواهر الاجتماعية والنفسية والتاريخية والطبيعية.
- الوقوف على أساليب تطورها واختلافها باختلاف الأمم والعصور.
- كشف القوانين التي تخضع لها في جميع نواحيها والتي تسير عليها في مختلف مظاهرها (القوانين التي تسير عليها في تكونها ونشأتها وأدائها لوظائفها وعلاقاتها المتبادلة وعلاقتها بغيرها وتطورها وما إلى ذلك) وهذا الغرض هو الأساس لبحوث علم اللغة بل هو الغرض الفذ للغة، والأغراض السابقة ليست في الواقع إلا وسائل للوصول إليه.

## شرائط اللغة
لا تلزمُ اللغةُ إلا بخمس شرائط:
1. ثبوت ذلك عن العرب بسند صحيح يوجب العمل.
2. عدالةُ الناقلين كما تُعْتَبَرُ عدالتُهم في الشَّرعيات.
3. أن يكون النقلُ عَمّن قولُه حجة في أصل اللغة كالعرب العاربة مثل قحطان ومعد وعدنان فأما إذا نقلوا عمَّن بعدهم بعد فَسَادِ لسانهم واختلاف المولدين فلاَ.
4. أن يكون الناقلُ قد سَمِعَ منهم حِسّاً وأما بغيره فلاَ.
5. أن يسمع من الناقل حساً.

## وصلات خارجية
- علم اللغة من خلال النظريات الإسلامية لعلي التميمي